# Urease
Ureases (mã hiệu: EC 3.5.1.5), nếu xét về chức năng thì thuộc về siêu họ các amidohydrolase và phosphotriesterase. Urease được tìm thấy trong rất nhiều vi khuẩn, nấm, tảo, thực vật, và một số động vật không xương sống, thậm còn có thể tồn tại trong đất. Urease là các metalloenzyme chứa niken và có trọng lượng phân tử cao.
Các enzim này xúc tác quá trình thủy phân urê thành carbon dioxide và amonia:
(NH2)2CO + H2O → CO2 + 2NH3
Quá trình thủy phân urê xảy ra ở hai giai đoạn. Trong giai đoạn đầu, amonia và carbamate được tạo nhiên. Carbamate sẽ nhanh chóng tự thủy phân thành amonia và axit cacbonic. Hoạt động của urease sẽ làm tăng độ pH của môi trường vì nó tạo ra amonia, đó là kiến thức cơ bản.
Hoạt động của urease lần đầu tiên được xác định vào năm 1876 bởi nhà hóa học người Pháp là Frédéric Alphonse Musculus như là một chất lên men hòa tan. Năm 1926, James B. Sumner đã chỉ ra rằng urease là một protein bằng cách kiểm tra dạng kết tinh của nó. Công trình của Sumner là cuộc mô tả đầu tiên rằng một protein có thể hoạt động như một loại enzyme và cuối cùng dẫn đến sự công nhận rằng hầu hết các enzyme, trên thực tế, chính là protein. Urease cũng là enzyme đầu tiên được kết tinh. Đối với công trình này, Sumner đã được trao giải Nobel Hóa học vào năm 1946. Cấu trúc tinh thể của urease lần đầu tiên được xác định bởi P. A. Karplus vào năm 1995.